# Merfyn ap Rhodri
Merfyn ap Rhodri (fallecido en 900) fue un príncipe de Aberffraw de Gwynedd de finales del siglo IX mencionado ocasionalmente como gobernante de Powys tras la muerte de su padre Rhodri el Grande en 878. En los relatos donde aparece como rey, se dice que perdió su reino tras una invasión de su hermano Cadell, Rey de Ceredigion. La muerte de Merfyn conecta con una incursión vikinga dirigida por Ingimundr en la primera década del siglo X.
El ahogamiento de su hijo Haearnddur, o "Haardur", está recogido en la Crónica de los Príncipes y en los Anales de Gales. La primera lo sitúa en 953; la reconstrucción de Phillimore lo dataría en 956.